# Gomorra (TV-serie)
Gomorra är en italiensk TV-serie från 2014 om den napoletanska maffian Camorran i Italien, och serien kretsar kring klanen Savastano och dess motståndare. Den är baserad på Roberto Savianos bok med samma titel och filmen Gomorra av Matteo Garrone, och många av scenerna utspelas i Scampia och dess omgivning - ett bostadsområde i norra Neapel som är präglat av hög kriminalitet.
Gomorra hade premiär på Sky Italia den 6 maj 2014 och visades för den svenska publiken den 7 maj 2014 på HBO Nordic. Serien har fått goda betyg av många inhemska och utländska kritiker, och en andra säsong spelades in under 2015 och hade premiär den 10 maj 2016.

## Rollfigurer (urval)
- Petro Savastano - Fortunato Cerlino (12 avsnitt)
- Imma Savastano - Maria Pia Calzone (11 avsnitt)
- Gennaro Savastano - Salvatore Esposito (12 avsnitt)
- Ciro Di Marzio - Marco D'Amore (12 avsnitt)
- Salvatore Conte - Marco Palvetti (6 avsnitt)
- Carlucciello ò Pescivendol - Walter Lippa (12 avsnitt)
- Malammore - Fabio de Caro (12 avsnitt)
- Zecchinetta - Massimiliano Rossi (11 avsnitt)
- Baroncino - Gaetano di Vaio (7 avsnitt)
- Michele Casillo - Ivan Boragine (5 avsnitt)
- Noemi - Elena Starace (5 avsnitt)